# Arkadiusz Mazurkiewicz
Arkadiusz Mazurkiewicz (ur. 4 czerwca 1959) – polski żużlowiec.
Sport żużlowy uprawiał w latach 1978–1982 w barwach klubu Stali Gorzów Wlkp. Złoty medalista Drużynowych mistrzostw Polski (1978), dwukrotny srebrny medalista (w 1979 i 1981 roku) oraz brązowy (1982). Startował w eliminacjach Młodzieżowych drużynowych mistrzostw Polski (1978–1980) oraz Młodzieżowe mistrzostwa Polski par klubowych (1980).